# Ruth J. Williams
Ruth Jeannette Williams est une mathématicienne australo-américaine. À l'université de Californie à San Diego, elle est titulaire de la chaire Charles Lee Powell avec le titre de professeur distingué de mathématiques. Ses recherches portent sur la théorie des probabilités et les processus stochastiques.

## Biographie
Williams a obtenu son Ph. D. à l'université Stanford en 1983, sous la direction de Chung Kai-lai. Elle a été présidente de l'Institut de statistique mathématique de 2011 à 2012.
Williams est membre de l'Académie nationale des sciences et fellow de l'Académie américaine des arts et des sciences, de l'Association américaine pour l'avancement des sciences, de l'American Mathematical Society, de l'Institut de statistique mathématique et de l'Institut pour la recherche opérationnelle et les sciences de gestion.

En 2016, Martin I. Reiman et elle ont reçu le prix de théorie John-von-Neumann